# Spalacotheriidae
Spalacotheriidae — родина вимерлих ссавців, що належать до парафілетичної групи «Symmetrodonta». Вони тривали від ранньої крейди до кампану в Північній Америці, Європі, Азії та Північній Африці.
Спалакотерії характеризуються наявністю корінних зубів із трьома горбками корінних зубів, розташованих під гострими кутами один до одного. Форма їхніх зубів, а також довга нижня щелепа вказують на м'ясоїдну/комахоїдну дієту.

## Роди
- - Akidolestes
  - Infernolestes
  - Spalacotherium
  - Symmetrolestes
- Spalacolestinae[2]
  - Aliaga
  - Heishanlestes
  - Lactodens
  - Shalbaatar
  - Spalacolestes
  - Spalacotheridium
  - Spalacotheroides
  - Symmetrodontoides
  - Yaverlestes